# Focuz TV
Focuz TV was een regionale commerciële zender in de Nederlandse provincie Gelderland. De omroep is per 1 januari 2012 ontstaan als samenvoeging van Graafschap TV en Gelre TV en had een eigen studio in Didam. Na het faillissement in juni 2014 keerde de zender niet meer terug in Didam, maar vestigde zich in het ACEC-gebouw Apeldoorn. Vanuit hier werden lange tijd geen nieuwe producties meer gemaakt, tot vlak voor de Provinciale Statenverkiezingen van 2015. Het programma De Gelderse Stem gaf Gelderse politici een podium.
Eind maart 2015 maakte Focuz TV bekend dat het de zender TV13 (voorheen Kanaal 13) overneemt met ingang van 1 april 2015. Hierdoor wordt de ontvangst van beide zenders vergroot. Focuz TV keert terug op de kabel bij UPC (sinds 13 april Ziggo) en TV13 zou het bereik uitbreiden doordat de producties ook via KPN zichtbaar zouden zijn. Sindsdien is op TV13 ook het logo van Focuz TV in beeld te zien.
Op 7 april 2015 maakte directeur Peter E. Vlug bekend in De Gelderlander dat Focuz TV zich gaat richten op het maken van duurzame kennisprogramma's voor Gelderland.
Half april 2015 waren er nog geen nieuwe producties te zien op de zender. Op 4 mei 2015 werd bekend dat Focuz TV het faillissement heeft aangevraagd. Dit maakte de lokale omroep Regio8 bekend. Vlug bevestigde dit in een interview.

## Graafschap TV
Graafschap TV was een van de eerste regionale commerciële televisiezenders, in dit geval voor de regio Oost-Gelderland opgericht op 14 maart 2005 door Patrick Spoel, Ronald Thuys, Mario Huntink en Wim Maatman. De dagelijkse programmering bestond volledig uit full motion, deels ingekochte en deels eigen programma's geproduceerd door haar productiehuis Zinopis. De omroep beschikte over een nieuwsredactie en bracht verder het business-programma Goede Zaken, De Graafschap LIVE, Sportmagazine, lokale verkiezingsdebatten, (live) registraties van evenementen, Gezonde Zorg (Slingeland Ziekenhuis), een wekelijkse update van de bouw van de DRU Cultuurfabriek in Ulft en maakte documentaires over Beatclub Shabby, Misset in Oorlogstijd en de band Threshold. Tijdens de Nijmeegse Vierdaagse en de Vierdaagsefeesten deed Graafschap TV verslag. Op 1 juli 2006 werd het verzorgingsgebied uitgebreid waardoor men in Oost-Gelderland ruim 350.000 potentiële kijkers bereikte. Sinds juli 2008 hebben de meeste lokale omroepen in de buurt van Nijmegen het grootste samenwerkingsverband tijdens de Vierdaagse en werken samen voor de Vierdaagsetelevisie en Vierdaagseradio. De omroep bleek succesvol, had in 2008 24 mensen in dienst, met een omzet van 1,2 miljoen euro
. Het was onderdeel van Mediagroep Gelderland. De naam Graafschap TV refereert aan het oude Graafschap Zutphen. De redactie was gevestigd aan de C. Missetstraat in Doetinchem.

## Gelre TV
Gelre TV  was een regionale commerciële televisiezender voor de regio Groot Veluwe opgericht op 1 februari 2009. Op 29 april 2009 begonnen de eerste nieuwsuitzendingen vanuit de Veluwe. Gelre TV was te ontvangen via kabel en digitale tv van KPN & UPC in 20 gemeentes binnen het gebied Groot-Veluwe. De redactie was gevestigd in Apeldoorn aan de Lange Amerikaweg. De zender had plannen om ook in de regio's Groot-Arnhem, Groot-Nijmegen en Betuwe eigen redacties op te richten. Deze redacties zijn er nooit gekomen.

## Ontvangst Focuz TV
De zender is 1 april 2015 weer te ontvangen in Gelderland via UPC, KPN Wholesale (o.a. XMSNet en Telfort) en KPN Interactieve TV. Voor het faillissement uit 2014 was de zender ook wereldwijd live via internet te zien.
Per 1 juli 2015 verdwijnt Focuz TV uit het pluspakket van KPN. Dit maakte de provider bekend op 3 mei 2015. Focuz TV blijft wel regionaal beschikbaar via kanaal 523.

## Faillissement en overname
De zender is op 11 juni 2014 failliet verklaard door de rechter. De zender verkeerde al langere tijd in financiële problemen. Er waren meerdere kandidaten voor de overname van Focuz TV. Op 14 juli 2014 nam Peter E. Vlug de zender over. Tot de overname liepen de uitzendingen nog altijd door. Op 8 april 2015 maakte de curator van Bax Advocaten bekend dat eigenaar Vlug wordt gedagvaard. Hij zou tot dan toe niet aan de betalingsverplichtingen hebben voldaan. Voor Focuz TV moest 25.000 euro worden betaald, maar volgens het faillissementsverslag is daar 4.500 euro van betaald. Het is niet bekend welke gevolgen dit heeft voor de zender en voor TV13.
De totale schuld van Focuz TV bedraagt 191.278 euro. Grootste schuldeisers zijn de fiscus en ABN AMRO. Volgens het vierde faillissementsverslag is de verwachting "dat aan de preferente en concurrente schuldeiseres geen uitkering kan worden voldaan, en naar alle waarschijnlijkheid kunnen ook niet alle boedelschulden worden voldaan."